# Koto Lubuk Jambi
Koto Lubuk Jambi is een bestuurslaag in het regentschap Kuantan Singingi van de provincie Riau, Indonesië. Koto Lubuk Jambi telt 714 inwoners (volkstelling 2010).